# West Side Boys
West Side Boys, também conhecidos como West Side Niggaz ou West Side Junglers,  foi um grupo armado da Serra Leoa. Atuando de 1998 até 2000 durante a Guerra Civil de Serra Leoa.
O grupo foi influenciado em certa medida pelo rap e gangsta rap americano, especialmente Tupac Shakur, e pela cultura "gangsta" retratada nele.  Como o título 'West Side Niggaz' seria uma frase totalmente inaceitável para ser usada regularmente em programas de notícias sobre o grupo, o título foi alterado para torná-lo inócuo 'West Side Boys'. Antes de sua destruição, o tamanho do grupo havia se expandido para cerca de 600, mas posteriormente sofreu cerca de 200 deserções. 
Muitos membros do grupo eram crianças-soldados sequestradas depois que seus pais foram mortos pelos "recrutadores". Algumas dessas crianças foram forçadas a participar da tortura de seus próprios pais até a morte, a fim de brutalizá-las e desumanizá-las. Os West Side Boys eram usuários pesados de poyo (vinho de palma caseiro), maconha cultivada localmente e heroína comprada com diamantes de conflito. Os diamantes de conflito também eram usados para comprar muitas de suas armas.